# Wrocławski Klub Szermierczy „Kolejarz”
Wrocławski Klub Szermierczy „Kolejarz” – utworzony w 1950 roku jako sekcja szermiercza Kolejarskiego Klubu Sportowego „Odra”, jako samodzielny klub od 18 lutego 1957 roku.
Założycielami sekcji szermierczej w „Odrze” byli Eugeniusz Pussak (do 1957 kierownik sekcji, później od 1960 do 1964 wiceprezes, a od 1964 do 1989 prezes „Kolejarza”) i Bolesław Morawski (prezes klubu w latach 1957–1960). 
Wychowankiem klubu był m.in. srebrny medalista olimpijski z Melbourne (1956) i z Rzymu (1960) oraz wicemistrz świata w 1954 szablista Marek Kuszewski, a także Jerzy Wojciechowski (szpadzista, mistrz świata juniorów w 1957), A. Krajewski (olimpijczyk z Helsinek w 1952) i inni. Trenerami i instruktorami w klubie byli m.in. Wirgiliusz Kuleczko, Marian Suski, Jerzy Kłosowicz, Krzysztof Głowacki, Piotr Stasiewicz, Zbigniew Koerber, Jacek Dzięglewski, Konrad Ostańkowicz (syn Czesława, wiceprezesa klubu w latach 1966–1968).
Siedziba klubu znajduje się przy ul. Krasińskiego 30A; młodzież trafiała do klubu w znacznym stopniu z położonego nieopodal (przy ul. Świstackiego) IV Liceum Ogólnokształcącego im. Żeromskiego i ze znajdującego się obok tego liceum Gimnazjum nr 3. 
W roku 2002 nastąpił w klubie rozłam: trenerzy Krzysztof Głowacki i Piotr Stasiewicz wraz z grupą zawodników odeszli zakładając nowy klub – „Wrocławianie”. Pomimo to „Kolejarz” funkcjonuje nadal, osiągając dobre wyniki w szkoleniu młodzieży (oprócz medali w mistrzostwach Polski, które zdobywali zawodnicy klubu, w roku 2009 reprezentant „Kolejarza” wywalczył brązowy medal na mistrzostwach Europy juniorów młodszych). W roku 2024 zawodnik klubu Patryk Szczegielniak zdobył mistrzostwo Polski młodzików.

## Odznaczenia
- Złota Odznaka Honorowa Zasłużony dla Województwa Dolnośląskiego (2024)[2]